# Sistrum (folkgroep)
Sistrum was een Nederlandse folkgroep uit Dordrecht.
Sistrum begon in 1977 met akoestischefolk en bluegrass met Ad Vermeer, Carel Jacobs en Leo de Kruis, maar besloot na een jaar om uitsluitend Nederlandse folk te gaan spelen. Toen in 1978 Ruud Verschoor als vierde man de band kwam versterken, ontstond een folkgroep die in de daarop volgende zes jaar een vaste waarde bleek te zijn in het Nederlandse folkcircuit. Sistrum trad op in zo'n beetje alle folkclubs en festivals in Nederland, maar ook in België en zelfs in Duitsland sloeg het vrolijke volksmuziekrepertoire erg in. Dit resulteerde in opnames voor de Radio (VARA en NCRV) en het uitbrengen van twee lp's ("Rinkeltuig en Wonderlijke Reis"). Bij de laatste lp had Ruud Verschoor inmiddels plaats gemaakt voor violist/fluitist Jan van der Elst.
In 1986 werd na het vertrek van Jan van der Elst besloten om weer verder te gaan als trio met de mannen van het eerste uur en nu te concentreren op de eigen liedjes die Leo de Kruis inmiddels was gaan schrijven.
Na gestopt te zijn als folkgroep in 1988 had Sistrum in 2000 een doorstart gemaakt met Carel, Ruud en Leo. De meeste nummers werden nu samen geschreven en voorzichtig werd weer wat opgetreden. Toen Busted in 2003 stopte kon Sistrum weer volop aan de slag en maakten de drie Sistrum-leden de cd Oude Manna. In 2004 kwam violist Tamas Schiffer de band versterken en werd de cd Over de Rivier uitgebracht. Ook weer met veel eigen nummers.
Nadat in 1984 Sistrum als "bijproduct" al een folk-rockgroep was gestart onder de naam "Kanniedansband" werd in 2006 als vervolg hierop de groep McVolk opgericht.
Sistrum komt nog één keer tot leven, omdat de band in 2016 werd gevraagd voor een reünie-optreden in de oude thuishaven Dordrecht, maar na een drie-tal optredens werd besloten definitief te stoppen met deze groep en op 21 januari 2017 gaven zij een afscheidsoptreden in de Lantaern in Zevenaar.